# Chris McCann
Christopher John McCann (Dublino, 21 luglio 1987) è un calciatore irlandese, centrocampista del 1874 Northwich.

## Palmarès

### Club

#### Competizioni nazionali
- Football League One: 1

Wigan: 2015-2016
- Campionato MLS: 1

Atlanta United: 2018
- Lamar Hunt U.S. Open Cup: 1

Atlanta United: 2019
- Campionato irlandese: 2

Shamrock Rovers: 2021, 2022
- Supercoppa d'Irlanda: 1

Shamrock Rovers: 2022

#### Competizioni internazionali
- Campeones Cup: 1

Atlanta United: 2019